# Francisco Urondo

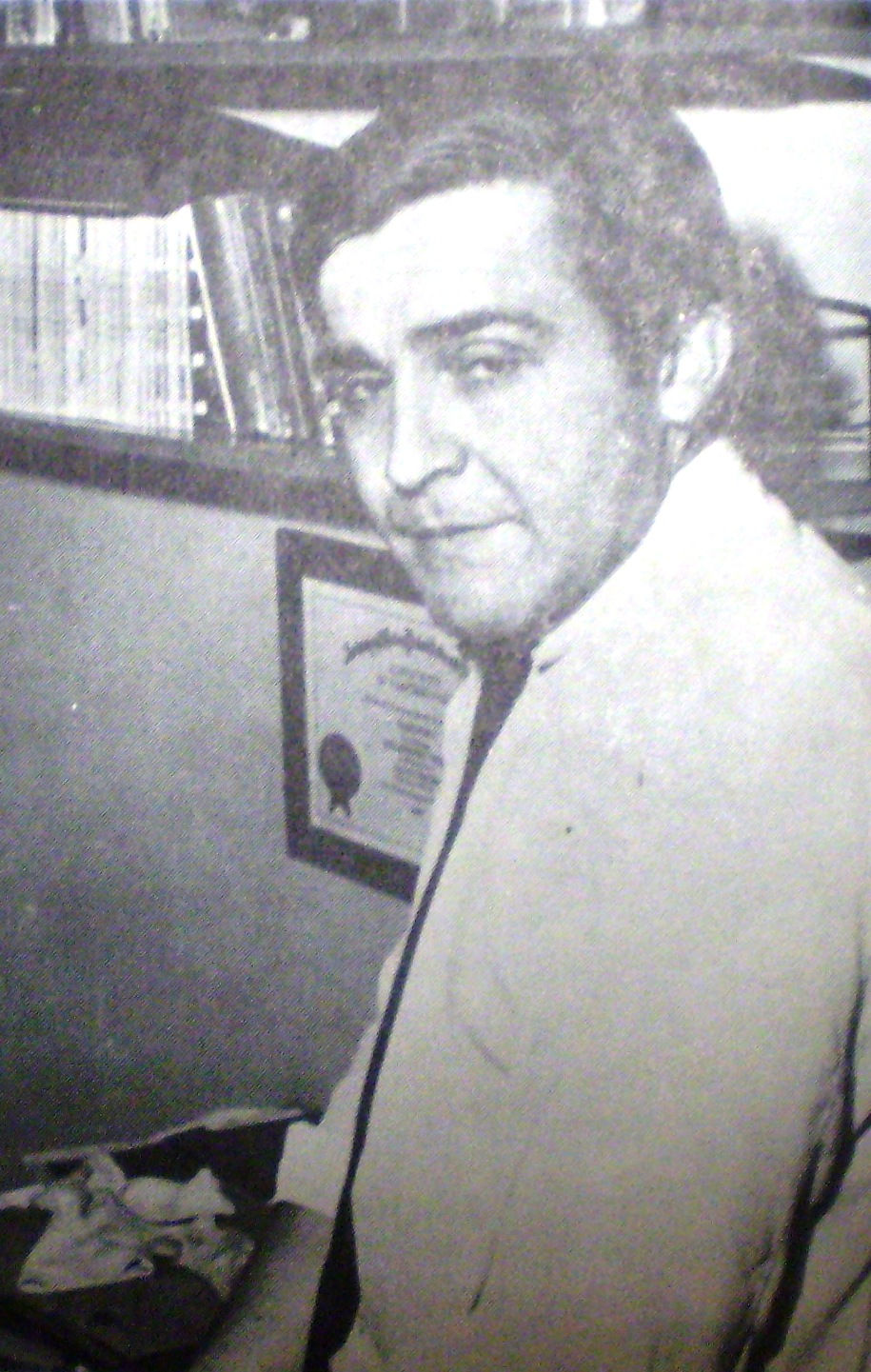
Francisco Urondo

Francisco „Paco“ Urondo (* 10. Januar 1930 in Santa Fe, Provinz Santa Fe; † 17. Juni 1976 in Mendoza) war ein argentinischer Intellektueller, Schriftsteller, Hochschullehrer und aktives Mitglied der Stadtguerilla.

## Leben und Werk
Mit 18 Jahren begann Urondo 1948 Chemie zu studieren, wechselte aber schon bald zu Jura. Nach einem weiteren Wechsel zu Philosophie brach er ohne Abschluss das Studium ab und zog nach Buenos Aires.
Politisch interessiert kam er bald mit Leuten der FAR und Montoneros (MPM) zusammen und schloss sich letzteren an. Während dieser Zeit begann er auch literarisch zu veröffentlichen und tauschte sich immer wieder mit Mario Benedetti, Roque Dalton und Juan Gelman aus.
Urondo begann neben eigenen literarischen Werken auch fürs Fernsehen zu arbeiten: u. a. war er maßgeblich an den Drehbüchern für die Klassiker-Verfilmungen Flauberts Madame Bovary, Stendhals Rot und Schwarz und Eça de Queiroz’ Os Maias beteiligt.
1968 erhielt Urondo amtlich die Aufsicht und Leitung aller kulturellen Angelegenheiten der Provinz Santa Fe. Nach fünf Jahren legte er dieses Amt nieder und ging zurück nach Buenos Aires. Dort berief man ihn noch 1973 zum Professor für Literaturwissenschaft an der Universität Buenos Aires.
Während der kurzen Präsidentschaft Héctor José Cámporas war Urondo 1973 für kurze Zeit inhaftiert. Nach seiner Entlassung verfasste er sein kontrovers diskutiertes Werk La patria fusilada („Das hingerichtete Vaterland“), in dem er neben seinen eigenen Erlebnissen während der Haft vor allem das Massaker von Trelew in Patagonien thematisierte.
Als sich General Jorge Rafael Videla im Frühjahr 1976 an die Macht geputscht hatte entließ man Urondo und schickte ihn zurück nach Mendoza. Im Mai 1976 verließ er zusammen mit seiner Lebensgefährtin Alicia Raboy und der gemeinsamen Tochter die Hauptstadt. Einige Wochen später wurde er in Mendoza von Soldaten ermordet. Seine Frau, Alicia Raboy, respektive ihr Leichnam blieb bis heute „verschwunden“. Seine kleine Tochter wurde entführt und nach rund zwanzig Tagen von Familienangehörigen im geheimen Gefangenenlager der Provinz Mendoza „D2“ aufgespürt und gerettet. Erst 2011 wurden vier der am Mord beteiligten Soldaten zu lebenslanger Haft verurteilt. In Mendoza befindet sich heute Urondos Grab. Der Journalist Rodolfo Walsh verfasste einen bemerkenswerten Nachruf.
Urondos betont unpolitischer Sohn Javier betreibt heute ein Restaurant im Stadtteil Parque Chacabuco von Buenos Aires.

## Werke (Auswahl)
Essays
- Veinte años de poesía argentina y otros ensayos. Mansalva, Buenos Aires 2009, ISBN 978-987-1474-18-9. (EA Buenos Aires 1968)
- Argentina ... 1973.

Kurzgeschichten
- Todo eso. 1966.
- Al tacto. 1967.

Lyrik
- Historia Antigua. 1956.
- Lugares. 1961.
- Nombres. 1963.

Romane
- Los pasos previos. Hidalgo, Buenos Aires 1999 (EA Buenos Aires 1972).

Theaterstücke
- Veraneando y sainete con variaciones. 1966.

Werkausgabe
- Mucha felicidades y otros obras. Editorial Arte Y Literatura, La Habana 1986.